# Střední Finsko
Střední Finsko je jedna z 19 finských provincií. Nachází se v centrální části státu. Sousedí s provinciemi Jižní Pohjanmaa, Střední Pohjanmaa, Severní Pohjanmaa, Severní Savo, Jižní Savo, Päijät-Häme a Pirkanmaa. Správním střediskem je město Jyväskylä. Nejvyšším bodem je Kiiskilänmäki o nadmořské výšce 269 m n. m. Stejně jako další finské provincie má i Střední Finsko určené své symboly z ptačí říše, flóry, ryb a hornin. Jsou jimi tetřev hlušec, kopretina bílá, pstruh obecný jezerní a diorit.

## Obce
V roce 2021 se provincie skládala z 22 obcí (finsky kunta). Obce byly seskupeny do šesti okresů (tzv. seutukunta). Šest obcí mělo status města (napsané tučným písmem).
- Hankasalmi
- Joutsa
- Jyväskylä
- Jämsä
- Kannonkoski
- Karstula
- Keuruu
- Kinnula
- Kivijärvi
- Konnevesi
- Kyyjärvi
- Laukaa
- Luhanka
- Multia
- Muurame
- Petäjävesi
- Pihtipudas
- Saarijärvi
- Toivakka
- Uurainen
- Viitasaari
- Äänekoski